# Edificio Ipiña
El Edificio Ipiña es un monumento histórico de estilo neoclásico ubicado sobre la Avenida Venustiano Carranza de la ciudad de San Luis Potosí, San Luis Potosí, México.
Es un edificio con tres niveles que fue construido entre 1903 y 1912. En el sitio que hoy ocupa el edificio había un pequeño manantial. Se cree que en el mismo sitio durante la época virreinal había un centro de reclusión para los detenidos por la Inquisición.

## Historia

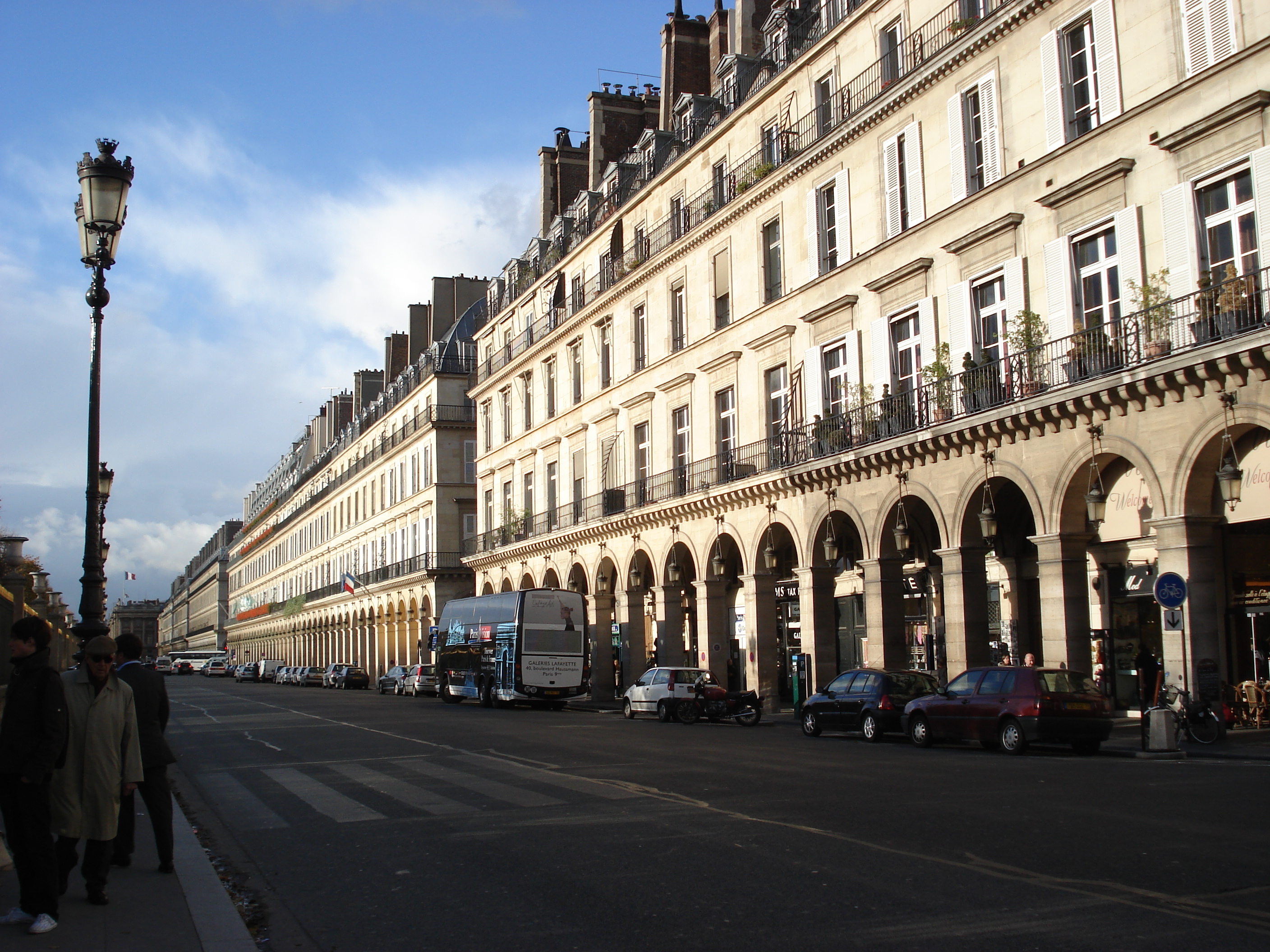
El Edificio Ipiña tiene semejanzas con la Rue de Rivoli, de la cual fue inspirado.

El 8 de mayo de 1906 se casó el arquitecto Octaviano Cabrera con Matilde Ipiña, la hija menor José Encarnación Ipiña, quien fue alcalde de la ciudad y un próspero hacendado en la época del porfiriato. Cabrera también era de una buena familia por ejemplo su tía fue Concepción Cabrera de Armida, actualmente beata y en proceso de convertirse en santa. Cabrera recién se había titulado y tras regresar de su luna de miel su suegro le encomendó la construcción de una gran casa que llevaría su apellido. Referente a su arquitectura se dice que está inspirada en la Rue de Rivoli, una calle de París, Francia que es el principal ejemplo del estilo haussmaniano. Este estilo se caracteriza por tener comercios en la planta baja y viviendas en la parte superior, y así sería el nuevo edificio también. Ipiña se había hospedado en la Rue de Rivoli por tres años mientras estudiaba en la Universidad Sorbona. Ipiña deseaba que toda la Avenida Venustiano Carranza desde la Plaza Fundadores hasta la avenida Reforma tuviera una serie de edificios haussmanianos. Ipina trató de convencer a su pariente Matías Hernández, quien era el dueño de la manzana al lado del actual Edificio Ipiña, a ceder el terreno para continuar su proyecto pero Hernández se negó.
Ipiña era el dueño de varias propiedades en la manzana que colinda con el norte de la Plaza de Armas que incluye la Casa de la Virreina. Originalmente soñó con crear su casa en esta manzana pero no pudo comprar las propiedades restantes entonces tuvo que buscar otro lugar. El padre de Ipiña era dueño de una tenería llamada «La Maltos» en la manzana que colinda con la parte oeste de la Plaza Fundadores. La manzana completa es de 6050 metros cuadrados. Los Ipina eran dueños de casi toda la manzana excepto dos fincas en la parte norte. Una de las fincas pertenecía a Lamberto Vázquez, amigo de Ipiña pero Vázquez se negó a vender su casa. Con el inicio de la Revolución mexicana Vázquez se fue a Querétaro y falleció. Su viuda cedió el predio en 1930. Ya para entonces Ipiña había muerto y se habían detenido las obras. Hoy en día hay un estacionamiento en el predio.
En 1911 Cabrera y su esposa se mudaron al recién terminado Edificio Ipiña. Solo permanecieron ahí dos años, ya con el comienzo de la revolución mexicana se mudaron a la Ciudad de México. El 20 de julio de 1914 Eulalio Gutiérrez Ortiz arribó a la capital potosina para tomar su cargo como gobernador. Ya en el cargo Gutiérrez le exige a la diócesis un préstamo pero como se negaron Gutiérrez ordena la expulsión de todos los religiosos. El Palacio Episcopal fue saqueado y también el Edificio Ipiña. En el proceso se robaron la biblioteca de José Encarnación Ipiña y el vestido de novia de su hija Matilde. Gutiérrez aprovechó su estadía en la ciudad para casarse en el Templo de la Compañía, con su novia llevando el vestido robado de Matilde. Posteriormente dejó la ciudad cuando fue nombrado presidente de la república por la Convención de Aguascalientes. Los Cabrera Ipiña regresaron a la capital potosina en 1917. Fue necesario volver a amueblar su casa ya que los revolucionarios se habían llevado hasta las alfombras. Tuvieron siete hijos. Cabrera luego cayó en una depresión profunda la cual trató de remediar con un viaje a Europa. No tuvo éxito y se retiró a San Luis de la Paz, Guanajuato donde se dio un tiro y falleció a los 44 años.
Residentes cerca del edificio dicen que alrededor de 1960 uno de sus locales fungió como un popular gimnasio que se llamaba «Débiles y Poderosos». En el edificio también se localizaba la reconocida «Academia Técnica Femenina Atenea».

## Leyendas
El edificio tiene una de las leyendas más conocidas en el estado, que lleva por nombre «La Maltos». Fue una mujer que practicaba artes oscuras y habitaba en el sitio. Extrañamente fue nombrada inquisidora y con una sola palabra aplicaba tormento y mataba en las mazmorras del edificio a las personas que señalaba. Trataba a los reos cruelmente y los sacrificaba en persona. La gente decía que tenía pacto con el diablo. Los políticos le temían mucho y preferían tenerla de amiga que enemiga. El fin de la mujer llegó cuando sacrificó a dos personas muy importantes. La policía mandó arrestarla. La mujer atrapada en su departamento hizo un hechizo y trazó en la pared una carroza jalada por dos grifos. La carroza tomó vida y la hechicera se subió en ella, desapareciendo en el horizonte sin dejar rastro atrás.
El estacionamiento es sitio de leyendas. Ha habido apariciones de un niño o duende casi sin ropa que siempre se ríe y ha sido captado por las cámaras de seguridad. También se ha visto una mujer en bulto que se escuchan claramente sus tacones mientras camina por el estacionamiento antes de atravesar la calle y meterse en una casa.